# Оукбрук (Кентуккі)
Оукбрук (англ. Oakbrook) — переписна місцевість (CDP) в США, в окрузі Бун штату Кентуккі. Населення — 9268 осіб (2020).

## Географія
Оукбрук розташований за координатами 38°59′48″ пн. ш. 84°40′50″ зх. д. / 38.99667° пн. ш. 84.68056° зх. д. (38.996768, -84.680463).  За даними Бюро перепису населення США в 2010 році переписна місцевість мала площу 8,25 км², з яких 8,23 км² — суходіл та 0,01 км² — водойми.

## Демографія
Згідно з переписом 2010 року, у переписній місцевості мешкало 9036 осіб у 3454 домогосподарствах у складі 2520 родин. Густота населення становила 1096 осіб/км².  Було 3583 помешкання (435/км²).
Расовий склад населення:
| - 93,4 % — білих - 2,2 % — азіатів - 2,0 % — чорних або афроамериканців - 0,1 % — корінних американців |

До двох чи більше рас належало 1,6 %. Частка іспаномовних становила 2,0 % від усіх жителів.
За віковим діапазоном населення розподілялося таким чином: 26,1 % — особи молодші 18 років, 63,1 % — особи у віці 18—64 років, 10,8 % — особи у віці 65 років та старші. Медіана віку мешканця становила 38,4 року. На 100 осіб жіночої статі у переписній місцевості припадало 96,3 чоловіків;  на 100 жінок у віці від 18 років та старших — 93,2 чоловіків також старших 18 років.
Середній дохід на одне домашнє господарство  становив 74 995 доларів США (медіана — 61 915), а середній дохід на одну сім'ю — 84 343 долари (медіана — 74 891). Медіана доходів становила 56 320 доларів для чоловіків та 38 359 доларів для жінок. За межею бідності перебувало 6,3 % осіб, у тому числі 7,3 % дітей у віці до 18 років та 0,7 % осіб у віці 65 років та старших.
Цивільне працевлаштоване населення становило 4780 осіб. Основні галузі зайнятості: освіта, охорона здоров'я та соціальна допомога — 20,7 %, мистецтво, розваги та відпочинок — 13,4 %, науковці, спеціалісти, менеджери — 11,5 %, роздрібна торгівля — 11,3 %.